# Axel Asplund

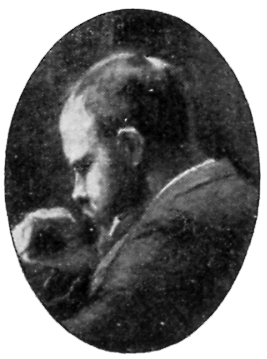
Axel Asplund.

Axel Gotthard Asplund, född 3 januari 1856 i Stockholm, död 24 september 1924 i Stockholm, var en svensk medaljgravör.
Han studerade i Stockholm för August Lundberg och i Paris för Paulin Tasset och på École nationale des arts décoratifs. Han var från 1885 verksam som gravör i Stockholm och utförde medaljer för bland annat segelsällskapet Svearnes och till Oscar II jubileumsregatta.